# Угловая скорость
Углова́я ско́рость — физическая величина, характеризующая быстроту и направление вращения материальной точки или абсолютно твёрдого тела относительно оси вращения. Другими словами, это скорость, с которой движущаяся по круговой траектории точка, к которой протягиваются радиусы из центра вращения, образует из этих радиусов определённый угол. Модуль угловой скорости для вращательного движения совпадает с мгновенной угловой частотой вращения, а направление перпендикулярно плоскости вращения и связано с направлением вращения правилом правого винта. Строго говоря, угловая скорость представляется псевдовектором (аксиальным вектором), и может быть также представлена в виде кососимметрического тензора.

## Векторное представление в трёхмерном пространстве
В трёхмерном пространстве вектор угловой скорости по величине равен углу поворота точки вокруг центра вращения за единицу времени:
{\displaystyle \omega ={\frac {d\varphi }{dt}},}
а направлен по оси вращения согласно правилу буравчика, то есть в ту сторону, в которую ввинчивался бы буравчик или винт с правой резьбой, если бы вращался в эту сторону. Другой мнемонический подход для запоминания взаимной связи между направлением вращения и направлением вектора угловой скорости состоит в том, что для условного наблюдателя, находящегося на конце вектора угловой скорости, выходящего из центра вращения, само вращение выглядит происходящим против часовой стрелки.
Угловая скорость является аксиальным вектором (псевдовектором). При отражении осей системы координат компоненты обычного вектора (например, радиус-вектора точки) меняют знак. В то же время компоненты псевдовектора (в частности, угловой скорости) при таком преобразовании координат остаются прежними.

## Единицы измерения
Единица измерения угловой скорости, принятая в Международной системе единиц (СИ) и в системах СГС и МКГСС, — радиан в секунду (русское обозначение: рад/с, международное: rad/s). В технике также используются обороты в секунду, намного реже — градусы, минуты, секунды дуги в секунду, грады в секунду. Часто в технике используют обороты в минуту — это идёт с тех времён, когда частоту вращения тихоходных паровых машин определяли просто на глаз, подсчитывая число оборотов за единицу времени.

## Свойства

Угловая скорость (синяя стрелка) в одну единицу по часовой стрелке

Угловая скорость (синяя стрелка) в полторы единицы по часовой стрелке

Угловая скорость (синяя стрелка) в одну единицу против часовой стрелки (вектор угловой скорости направлен навстречу направлению взгляда наблюдателя)

Вектор мгновенной скорости любой точки абсолютно твёрдого тела, вращающегося с угловой скоростью {\displaystyle {\vec {\omega }}}, определяется формулой:
{\displaystyle {\vec {v}}=[\ {\vec {\omega }},{\vec {r}}\ ],}
где {\displaystyle {\vec {r}}} — радиус-вектор к данной точке из начала координат, расположенного на оси вращения тела, а квадратными скобками обозначено векторное произведение. Линейную скорость (совпадающую с модулем вектора скорости) точки на определённом расстоянии (радиусе) {\displaystyle r} от оси вращения можно считать так: {\displaystyle v=\omega r.} Если вместо радианов применять другие единицы измерения углов, то в двух последних формулах появится множитель, не равный единице.
- В случае плоского вращения, то есть когда все векторы скоростей точек тела всегда лежат в одной плоскости («плоскости вращения»), угловая скорость тела всегда перпендикулярна этой плоскости, и по сути — если плоскость вращения заведомо известна — может быть заменена скаляром — проекцией на ось вращения, то есть на прямую, ортогональную плоскости вращения. В этом случае кинематика вращения сильно упрощается. Однако в общем случае угловая скорость может менять со временем направление в трёхмерном пространстве, и такая упрощенная картина не работает.
- Движение с постоянным вектором угловой скорости называется равномерным вращательным движением (в этом случае угловое ускорение равно нулю). Равномерное вращение является частным случаем плоского вращения.
- Производная угловой скорости по времени есть угловое ускорение.
- Угловая скорость (рассматриваемая как свободный вектор) одинакова во всех инерциальных системах отсчёта, отличающихся положением начала отсчёта и скоростью его движения, но двигающихся равномерно прямолинейно и поступательно друг относительно друга. Однако в этих инерциальных системах отсчёта может различаться положение оси или центра вращения одного и того же конкретного тела в один и тот же момент времени (то есть будет различной «точка приложения» угловой скорости).
- В случае движения точки в трёхмерном пространстве можно написать выражение для угловой скорости этой точки относительно выбранного начала координат:

{\displaystyle {\vec {\omega }}={\frac {{\vec {r}}\times {\vec {v}}}{({\vec {r}},{\vec {r}})}},} где {\displaystyle {\vec {r}}} — радиус-вектор точки (из начала координат), {\displaystyle {\vec {v}}} — скорость этой точки, {\displaystyle {\vec {r}}\times {\vec {v}}} — векторное произведение, {\displaystyle ({\vec {r}},{\vec {r}})} — скалярное произведение векторов. Однако эта формула не определяет угловую скорость однозначно (в случае единственной точки можно подобрать и другие векторы {\displaystyle {\vec {\omega }},} подходящие по определению, по-другому — произвольно — выбрав направление оси вращения), а для общего случая (когда тело включает более одной материальной точки) — эта формула не верна для угловой скорости всего тела (так как даёт разные {\displaystyle {\vec {\omega }}} для каждой точки, а при вращении абсолютно твёрдого тела вектора угловой скорости вращения всех его точек совпадают). Однако в двумерном случае (случае плоского вращения) эта формула вполне достаточна, однозначна и корректна, так как в этом частном случае направление оси вращения заведомо однозначно определено.
- В случае равномерного вращательного движения (то есть движения с постоянным вектором угловой скорости) абсолютно твёрдого тела декартовы координаты точек вращающегося так тела совершают гармонические колебания с угловой (циклической) частотой, равной модулю вектора угловой скорости.
- При измерении угловой скорости в оборотах в секунду (об/с) модуль угловой скорости равномерного вращательного движения совпадает с частотой вращения f, измеренной в герцах (Гц), то есть в таких единицах {\displaystyle \omega =f.} В случае использования обычной физической единицы угловой скорости — радианов в секунду — модуль угловой скорости численно связан с частотой вращения так: {\displaystyle \omega ={2\pi f}.} Наконец, при использовании градусов в секунду численная связь с частотой вращения будет: {\displaystyle \omega ={360^{\circ }f}.}

## Связь с конечным поворотом в пространстве
- Пусть поворот, изменяющийся во времени, задан величиной угла {\displaystyle \;\theta (t)} и ортом оси конечного поворота в пространстве {\displaystyle {\vec {n}}(t).} Тогда угловая скорость, соответствующая этому повороту, равна

{\displaystyle {\vec {\omega }}={\vec {n}}{\dot {\theta }}+{\dot {\vec {n}}}\sin \theta +{\vec {n}}\times {\dot {\vec {n}}}(1-\cos \theta ).}
- Если поворот задан матрицей поворота {\displaystyle T_{ij}=n_{i}n_{j}+(\delta _{ij}-n_{i}n_{j})\cos \theta -n_{k}\varepsilon _{ijk}\sin \theta ,} где {\displaystyle \;\delta _{ij}} — символ Кронекера, {\displaystyle \varepsilon _{ijk}} — символ Леви-Чивиты (суммирование ведётся по правилу Эйнштейна от 1 до 3), выражение для элементов которой через {\displaystyle \;\theta } и {\displaystyle {\vec {n}}} могут быть получены, например, с помощью формулы Родрига, то угловая скорость равна

{\displaystyle \omega _{i}={\frac {1}{2}}\varepsilon _{ijk}T_{jn}{\dot {T}}_{kn}.}
- Если для описания поворота используется кватернион, выражаемый через угол {\displaystyle \;\theta } и орт оси поворота {\displaystyle {\vec {n}}} как {\displaystyle q={\bigl (}\cos(\theta /2),{\vec {n}}\sin(\theta /2){\bigr )},} то угловая скорость находится из выражения {\displaystyle \left(0,{\vec {\omega }}\right)=2\,{\dot {q}}\,{\overline {q}}.}
- В случае, когда поворот описывается с помощью вектора {\displaystyle {\vec {V}}={\vec {n}}\operatorname {tg} (\theta /4),} изменяющегося во времени, обозначим {\displaystyle {\vec {W}}=d{\vec {V}}/dt\ {\bigl (}W_{i}=dV_{i}/dt{\bigr )},} а также {\displaystyle T_{ij}^{1/2}=n_{i}n_{j}+(\delta _{ij}-n_{i}n_{j})\cos(\theta /2)-n_{k}\varepsilon _{ijk}\sin(\theta /2)} — матрица половинного поворота {\displaystyle \;{\bigl (}T_{ij}^{1/2}T_{jk}^{1/2}=T_{ik}{\bigr )},} {\displaystyle \;V^{2}} — квадрат модуля вектора {\displaystyle {\vec {V}}.} Тогда угловая скорость:

{\displaystyle \omega _{i}={\frac {4T_{ij}^{1/2}W_{j}}{1+V^{2}}}.}

### Комментарии
1. ↑  Плоский угол, определяемый как отношение длины дуги окружности, заключённой между двумя радиусами, к длине радиуса, безразмерен, поэтому единицей измерения плоских углов является число «один», а единицей измерения угловой скорости в системе СИ — с−1. Однако, в случае плоских углов единице «один» присвоено специальное наименование «радиан» для того, чтобы в каждом конкретном случае облегчить понимание того, какая именно физическая величина имеется в виду[3].